# Christoph Bader
Christoph Bader (* 9. August 1997) ist ein österreichischer Fußballspieler.

## Karriere
Bader begann seine Karriere beim UFC St. Martin/L. 2011 wechselte er zum FC Pinzgau Saalfelden. 2012 kam er zum SV Gmunden. Zur Saison 2013/14 kehrte er als Leihspieler zum UFC St. Martin/L. zurück und trat bereits in der nachfolgenden Winterpause seine Rückkehr zum SV Gmunden an. Sein Debüt in der OÖ Liga gab er im März 2014, als er am 16. Spieltag der Saison 2013/14 gegen den SV Freistadt in der Startelf stand. Sein erstes Tor in der OÖ Liga erzielte er im November 2014 bei einem 2:2-Remis gegen den SC Marchtrenk.
Zur Saison 2016/17 wechselte Bader zum Regionalligisten SK Vorwärts Steyr. Sein erstes Spiel in der Regionalliga absolvierte er im Juli 2016, als er am ersten Spieltag jener Saison gegen den SV Grieskirchen in der 62. Minute für Michael Reisinger ins Spiel gebracht wurde.
2018 stieg er mit Steyr in die 2. Liga auf. Sein Debüt in der zweithöchsten Spielklasse gab er im August 2018, als er am dritten Spieltag der Saison 2018/19 gegen den SC Wiener Neustadt in der 68. Minute für Mirsad Sulejmanović eingewechselt wurde. Nach der Saison 2018/19 verließ er Steyr. Nach einem halben Jahr ohne Verein wechselte er im Jänner 2020 zum viertklassigen SK St. Johann.

## Persönliches
Sein Bruder Philipp (* 1996) ist ebenfalls Fußballspieler und hatte bislang (Stand: 2025) den exakt gleichen Werdegang, da das Brüderpaar stets zusammen den Verein wechselte.